# Élections législatives de 1962 dans l'Ariège
Les élections législatives françaises de 1962 se déroulent les 18 et 25 novembre 1962. Dans le département de l'Ariège, deux députés sont à élire dans le cadre de deux circonscriptions.

## Élus
| Circonscription | Député sortant | Parti | Parti | Député élu ou réélu | Parti | Parti |
| --------------- | -------------- | ----- | ----- | ------------------- | ----- | ----- |
| 1re             | Jean Durroux   |       | SFIO  | Gilbert Faure       |       | SFIO  |
| 2e              | René Dejean    |       | SFIO  | René Dejean         |       | SFIO  |

## Résultats

### Résultats à l'échelle du département
| Parti          | Parti                                          | Premier tour | Premier tour | Second tour | Second tour | Sièges |
| Parti          | Parti                                          | Voix         | %            | Voix        | %           | Sièges |
| -------------- | ---------------------------------------------- | ------------ | ------------ | ----------- | ----------- | ------ |
|                | Union pour la nouvelle République (UDT)        | 6 656        | 10,87        | 7 262       | 11,33       | 0      |
|                | Majorité présidentielle                        | 6 656        | 10,87        | 7 262       | 11,33       | 0      |
|                |                                                |              |              |             |             |        |
|                | Mouvement républicain populaire                | 7 612        | 12,43        | 7 860       | 12,26       | 0      |
|                | Centre démocratique                            | 7 612        | 12,43        | 7 860       | 12,26       | 0      |
|                |                                                |              |              |             |             |        |
|                | Section française de l'Internationale ouvrière | 26 765       | 43,69        | 37 179      | 57,99       | 2      |
|                | Parti communiste français                      | 16 423       | 26,81        | 11 808      | 18,42       | 0      |
|                | Parti socialiste unifié                        | 3 799        | 6,20         | Retrait     | Retrait     | 0      |
|                |                                                |              |              |             |             |        |
| Inscrits       | Inscrits                                       | 95 032       | 100,00       | 95 005      | 100,00      | 2      |
| Abstentions    | Abstentions                                    | 31 451       | 33,1         | 28 606      | 30,11       |        |
| Votants        | Votants                                        | 63 581       | 66,9         | 66 399      | 69,89       |        |
| Blancs et nuls | Blancs et nuls                                 | 2 326        | 3,66         | 2 290       | 3,45        |        |
| Exprimés       | Exprimés                                       | 61 255       | 96,34        | 64 109      | 96,55       |        |

### Résultats par circonscription

#### Première circonscription (Foix)
| Candidat       | Candidat          | Parti          | Premier tour | Premier tour | Second tour | Second tour |  |
| Candidat       | Candidat          | Parti          | Voix         | %            | Voix        | %           |  |
| -------------- | ----------------- | -------------- | ------------ | ------------ | ----------- | ----------- |  |
|                | Gilbert Faure élu | SFIO           | 13 889       | 47,64        | 21 452      | 73,19       |  |
|                | Pierre Poumadère  | PCF            | 7 654        | 26,25        | Retrait     | Retrait     |  |
|                | Fernand Roques    | MRP            | 7 612        | 26,11        | 7 860       | 26,81       |  |
|                |                   |                |              |              |             |             |  |
| Inscrits       | Inscrits          | Inscrits       | 44 863       | 100,00       | 44 841      | 100,00      |  |
| Abstentions    | Abstentions       | Abstentions    | 14 592       | 32,53        | 14 274      | 31,83       |  |
| Votants        | Votants           | Votants        | 30 271       | 67,47        | 30 567      | 68,17       |  |
| Blancs et nuls | Blancs et nuls    | Blancs et nuls | 1 116        | 3,69         | 1 255       | 4,11        |  |
| Exprimés       | Exprimés          | Exprimés       | 29 155       | 96,31        | 29 312      | 95,89       |  |

#### Deuxième circonscription (Pamiers - Saint-Girons)
| Candidat       | Candidat                  | Parti          | Premier tour | Premier tour | Second tour | Second tour |  |
| Candidat       | Candidat                  | Parti          | Voix         | %            | Voix        | %           |  |
| -------------- | ------------------------- | -------------- | ------------ | ------------ | ----------- | ----------- |  |
|                | René Dejean sortant réélu | SFIO           | 12 876       | 40,11        | 15 727      | 45,2        |  |
|                | Émile Daraud              | PCF            | 8 769        | 27,32        | 11 808      | 33,93       |  |
|                | François Delnondedieu     | UNR-UDT        | 6 656        | 20,74        | 7 262       | 20,87       |  |
|                | Harris Puisais            | PSU            | 3 799        | 11,83        | Retrait     | Retrait     |  |
|                |                           |                |              |              |             |             |  |
| Inscrits       | Inscrits                  | Inscrits       | 50 169       | 100,00       | 50 164      | 100,00      |  |
| Abstentions    | Abstentions               | Abstentions    | 16 859       | 33,6         | 14 332      | 28,57       |  |
| Votants        | Votants                   | Votants        | 33 310       | 66,4         | 35 832      | 71,43       |  |
| Blancs et nuls | Blancs et nuls            | Blancs et nuls | 1 210        | 3,63         | 1 035       | 2,89        |  |
| Exprimés       | Exprimés                  | Exprimés       | 32 100       | 96,37        | 34 797      | 97,11       |  |